# Roi de France
La fonction de roi de France est exercée par le seigneur qui détient la souveraineté de la France et la gouverne lorsqu'elle est un royaume (monarchie), le royaume de France.
Aux origines historiques de la fonction, il s'agissait d'un simple seigneur régnant, parmi tant d'autres, sur un territoire assez réduit : la France (devenue par la suite « Île-de-France » pour la différencier du royaume dans son ensemble). Par une série d’événements politiques, militaires et religieux, parmi lesquels le baptême de Clovis en 496 est très important, ce seigneur, qui prend le titre singulier de Rex (« roi »), va s'imposer peu à peu face aux autres souverains locaux, jusqu'à devenir primus inter pares (« premier parmi ses pairs »). Le domaine royal (la France stricto sensu) devient alors un fief suprême, autour duquel sont fédérés d'autres fiefs (Berry, Nivernais, Maine) et parfois même des États souverains entiers (la Bretagne par exemple).
Au fil des siècles, la féodalité reculant, la dimension seigneuriale du roi de France s'estompe (sans pour autant disparaître) pour laisser place à une dimension politique plus moderne, celle de chef d'État et de gouvernement ; la monarchie devient un véritable État juridique et administratif qui soude les pays de France sous une seule et même autorité (œuvre que poursuit la Révolution française de manière plus radicale).
La fonction de roi résulte d'une longue construction étatique faite de soumissions, de suzerainetés et d'annexions, qui, au fil des siècles, vont faire du petit domaine seigneurial qu'est la France des origines, un grand et puissant royaume. La dignité de « roi de France » est liée à la constitution de la France en tant qu'État-nation. Durant un temps, le titre exact fut « roi de France et de Navarre », notamment de 1589 à 1789.

## Historique des monarques de France
La date de naissance de la France est sujette à controverse, la date admise la plus reculée étant l'avènement de Clovis Ier, en 481. Les trois premiers souverains mérovingiens, plus ou moins légendaires, ne sont généralement pas repris dans la liste des monarques de France, mais ils représentent un symbole fort dans l'enracinement de la dynastie, et dans le mythe des origines troyennes de la royauté franque.
Par ailleurs, on considère parfois le traité de Verdun de 843 comme « l'acte de naissance de la France ». Dès la fin du Moyen Âge, on commence à numéroter les rois depuis les Mérovingiens. Cette numérotation omet bon nombre de rois, car durant les périodes des partages successoraux du royaume, elle ne retient comme seul souverain que le roi de Paris ou de Neustrie et est donnée à titre purement indicatif.
Le dernier roi de France est Charles X, qui régna de 1824 à 1830, et fut renversé par une insurrection parisienne. Mais Charles X n’est pas le dernier monarque français puisque Louis-Philippe Ier est le dernier monarque royal français sous le nom de roi des Français.

## Titre
Le titre des monarques français a évolué au cours des siècles. Le roi a porté les titres de « Roi des Francs », puis, à partir de Philippe Auguste, « Roi de France ». Les Bourbons s'intitulèrent « Roi de France et de Navarre ».
Le titre de « Roi de France » fut également porté par les souverains étrangers ayant la prétention d'unifier leur royaume avec la France : les rois d'Angleterre d'Édouard III à George III, ou le roi d'Espagne Philippe II. Cette pratique fut peu à peu abandonnée, dans un souci de conciliation diplomatique.

## La personne du roi

### Éducation

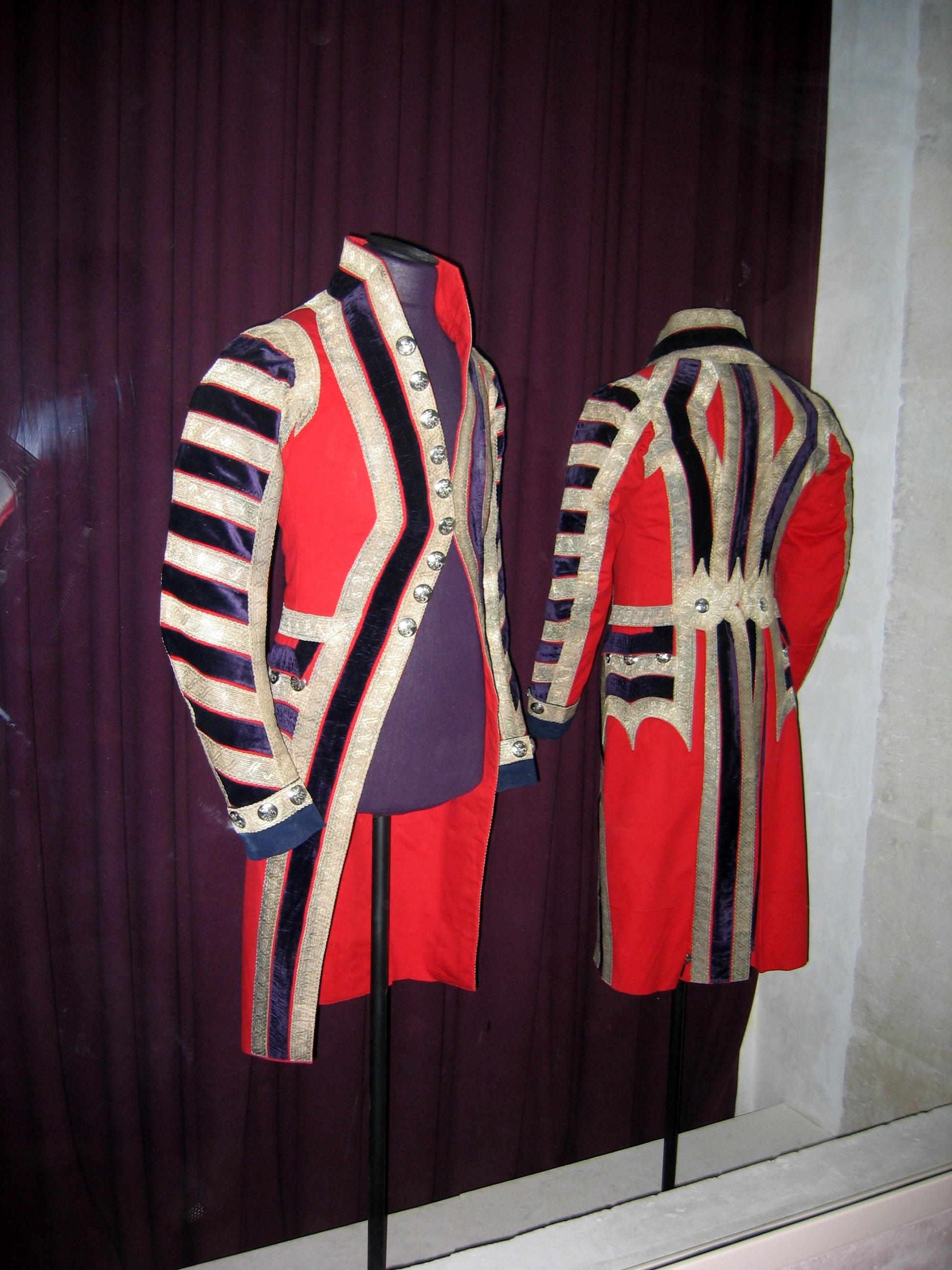
Tenue de domestique exposée au Petit Trianon.

Après sa naissance, le futur roi est remis par le capitaine des gardes à une gouvernante et un médecin. Jusqu'à l'âge de sept ans, le dauphin vit avec sa gouvernante, plongé dans l'intimité de la vie de la famille royale. Elle doit veiller sur sa santé jour et nuit, de ce fait elle dort dans sa chambre, elle est aussi chargée de lui donner les premiers enseignements et principes moraux. C'est elle qui le représente, notamment auprès des corps. Elle s'occupe aussi de tous les enfants de France légitimes ou illégitimes. Le poste de gouvernante se transmet de mère en fille. Parmi les autres personnes au service du futur roi, une nourrice, qui est parfois issue de la paysannerie ou de la petite bourgeoisie et permet une ascension sociale à la famille. En tout, le dauphin a à son service huit femmes de chambres et valets.
À partir de l'âge de sept ans, le dauphin change d'appartement et reçoit des officiers. La maison du dauphin compte énormément de personnes, jusqu'à  77 pour le fils de Louis XV, avec entre autres, un capitaine des gardes ou encore un premier écuyer. Toutefois, le dauphin ne fait qu'un avec le roi et le service général est le même pour les deux. Un gouverneur est chargé de l'éducation de l'ensemble des enfants de France. Il doit former son esprit, son courage, ses mœurs, sa vertu de prince et l'élever dans l'amour et la crainte de Dieu, ainsi que lui faire connaître les lettres et les sciences. Il s'agit d'un poste prestigieux qui donne à son hôte ses entrées chez le roi et le droit de monter dans le carrosse royal. Il a à sa charge plusieurs sous-gouverneurs qui lui prêtent serment, alors que sa femme est dame d'honneur de la dauphine. Le dauphin et les fils de France ont un précepteur qui est souvent un membre du clergé, qui donne ses entrées dans la chambre et le carrosse du roi. Ils ont en plus, un sous-percepteur et un lecteur. Le confesseur du roi est aussi celui des enfants de France, à partir d'Henri IV le poste est occupé par un jésuite. L'éducation du Dauphin est terminée lorsqu'il atteint la majorité royale fixée par l'ordonnance de Charles V de 1374 à « 13 ans révolus ». Pour les autres enfants de France l'éducation prend fin à dix-sept ans.
Ce qu'apprennent les rois est assez différent selon les époques. Au XVIIe siècle, la formation est avant tout militaire, ils apprennent leurs métiers de soldat et de chef d'État par la pratique. La formation de l'esprit est assez simple et les personnes responsables de la formation ne cherchent pas à leur apprendre grand-chose. Ils pratiquent un peu le latin, la géographie, l'Histoire, la religion, ainsi que les arts et apprennent très tôt à lire et écrire. Le métier de chef d'État s'apprend par les intrigues et conspirations de la cour. Ils participent très tôt au conseil d'État et aux expéditions militaires. Louis XIV apprend son métier aux côtés de Jules Mazarin qui l'informe de toutes les affaires du Royaume. Au XVIIe siècle, les études prennent le pas sur l'apprentissage. Ils sont instruits par les livres et les dossiers et sont plus bureaucrates que soldats. Ils sont alors moins en contact avec la réalité. Louis XV, par exemple, assiste peu au Conseil lorsqu'il est enfant et après son sacre, le régent tente de lui faire un cours d'une demi-journée chaque jour sur les affaires de l'État. Lorsque Louis XVI devient roi, sa préparation est insuffisante et son sens de l'État est défaillant.

### Famille royale
La reine partage les honneurs du trône, mais ne peut prétendre à l'exercice du pouvoir, sauf durant les périodes de régence. Jusqu'en 1610, elles sont sacrées en même temps que leur époux ou seule à la Basilique Saint-Denis. Les princes du sang sont théoriquement tous les descendants mâles d'Hugues Capet, mais ils ne concernent que les descendants de Saint-Louis. À partir du XVIIe siècle, la famille royale se distingue des autres princes de sang et se classe en deux ordres. D'un côté les descendants directs et de l'autre les proches parents (frères et sœurs et leurs enfants). Les princes du sang en ligne masculine forment un troisième ordre. Le fils aîné du roi, ou l’aîné de ses descendants directs, est appelé Dauphin depuis 1349. Sa naissance est publique et fêtée dans le royaume.

## Pouvoir

Louis XIV, roi de 1643 à 1715 : son règne fut le plus long de l'histoire de France.

### Les limites du pouvoir et la transmission de la couronne
La couronne n'est pas la propriété du roi. Il ne peut pas en disposer comme à sa guise, puisqu'il doit obéir aux lois fondamentales du royaume de France, dont la première est la loi salique. La couronne se transmet de mâle en mâle en primogéniture, excluant les femmes et leurs descendants, mais aussi en écartant les bâtards et les protestants. Les lois ne sont pas écrites et sont édictées au fur et à mesure des circonstances pour répondre à un problème posé. Au temps des Carolingiens et aux débuts des Capétiens, la couronne est élective par acclamation des grands barons du royaume. Jusqu'à Philippe II Auguste, où la nouvelle dynastie est bien ancrée, les Capétiens ont pour tradition de faire acclamer leur fils ainé en même temps qu'eux. Ils font ainsi progressivement de l'élection une formalité symbolique.

### Le roi justicier

#### LouisIX

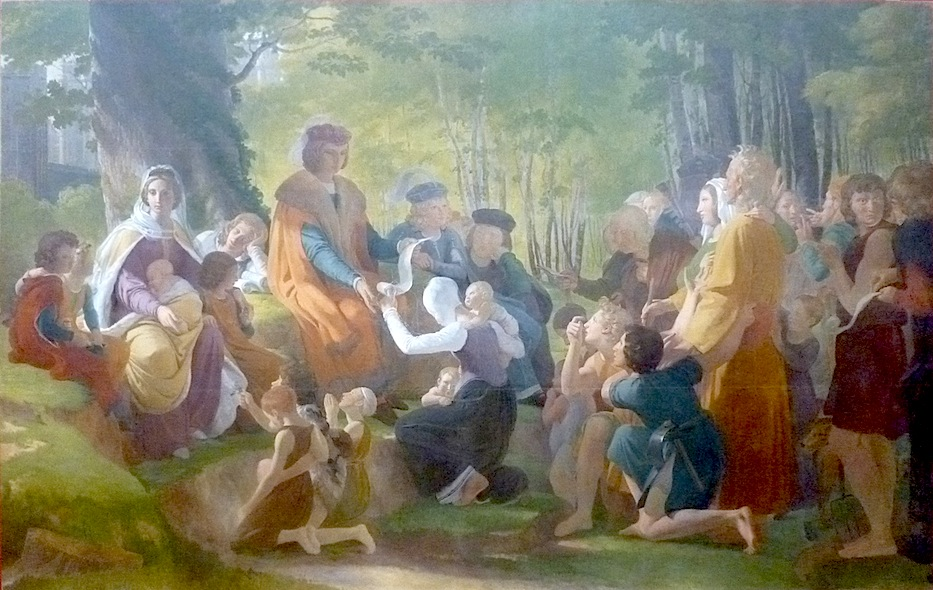
Saint Louis rendant la justice sous le chêne de Vincennes, Pierre-Narcisse Guérin, 1816.

En 1247, Louis IX dépêche des enquêteurs royaux afin de l'instruire de l'état du pays, à charge pour eux de réprimer directement dans les domaines de la justice, de l'administration, de la fiscalité et de l'armée. Baillis et prévôts sont également introduits en France, ces derniers cessent alors d'être des inspecteurs itinérants et deviennent des administrateurs nommés et payés par le roi qui exercent leurs fonctions dans une vingtaine de circonscriptions distinctes qui divisent désormais l'immense royaume de France. Recrutés dans la petite noblesse locale ou dans la bourgeoisie, ces officiers se constituent en dynasties, dont la plus célèbre est celle des Beaumanoir. Ces officiers sont alors contraints de respecter des règles strictes de gestion, fixées par l'ordonnance de 1254,,. Les officiers royaux sont eux aussi surveillés par les enquêteurs qui ont pour mission de fixer les limites de chacun et de transmettre par écrit toutes les plaintes à la cour du roi.
Dès décembre 1254, Louis IX promulgue la « Grande Ordonnance », également appelée statutum generale, statuta sancti Ludovici ou « establissement le roi », qui ordonne notamment aux officiers royaux de rendre justice sans distinction des personnes et de refuser tout cadeau pour eux-mêmes ou leur famille. Ils ne pourront lever aucune amende sans jugement, devront considérer que tout accusé non condamné est présumé innocent,.
La « Grande Ordonnance » est reprise en 1256. Le nouveau texte présente plusieurs différences avec ceux de 1254. L'ordonnance de 1256 résulte de la modification des textes de 1254, qui étaient plutôt des instructions aux baillis et sénéchaux, en une ordonnance générale pour le royaume où les droits des femmes, considérées comme des êtres faibles, doivent être particulièrement respectés.
En 1261, conformément au quatrième concile du Latran, une nouvelle ordonnance royale abolit l'ordalie.

### Les représentants du roi

#### Dans le royaume
Des partisans du roi représentent ce dernier à travers le royaume. Ils sont envoyés dans les différentes provinces de France afin de recevoir les serments en son nom. En effet, comme le veut la coutume, chaque sujet du monarque doit lui montrer sa fidélité en prêtant serment via le leude samium. Les représentants du roi doivent s'assurer que cette promesse solennelle soit exprimée. Cependant, des difficultés d'appliquer cette tradition se posent lors de conflits territoriaux, notamment dans le Royaume des Francs, où les habitants sont divisés par une occupation militaire constante par un belligérant ou un autre.

#### À l'étranger
Même si le roi de France est considéré comme le seul représentant légitime de la Nation, les diplomates sont nécessaires pour permettre d'établir des rapports plus ou moins complexes entre les royaumes souverains, car chaque entité possède ses propres conceptions du monde. Les ambassadeurs cherchent à obtenir une certaine crédibilité lors des cérémonies officielles à l'étranger. D'après l'ordo regum de 1504, l'influence du représentant du roi de France est importante, puisqu'elle est supérieure à celle de l'ambassadeur du roi d'Espagne, cependant excellée par l'émissaire de l'empereur des Romains. Cette hiérarchie diplomatique crée ainsi une lutte relative entre les monarchies qui veulent asseoir leur autorité et leur prestige.

### Les pouvoirs sous les monarchies constitutionnelles
La conception de la souveraineté de l'État réside désormais dans la Nation. Le roi est considéré comme un représentant de la Nation, comme le plus haut fonctionnaire de l'État. Les structures changent, en 1791 les départements sont dissous et remplacés par des ministères. Les trois pouvoirs, exécutif (le roi), législatif (l'Assemblée nationale) et judiciaire (confié à des juges élus) sont séparés. L'État est représenté dans les départements et les communes par un conseil général, le roi par un procureur. Les membres du Clergé deviennent des fonctionnaires. La monarchie est abolie le 21 septembre 1792.
Les deux restaurations en 1814 et 1815, font du roi un monarque dont les pouvoirs sont limités par la Charte. Le roi possède le pouvoir exécutif et une partie du législatif. Deux Chambres, la Chambre des pairs et la Chambre des députés (élue au suffrage censitaire), votent les lois proposées par le roi et émettent des vœux. La monarchie est abolie le 2 août 1830 avec cependant l'instauration de la monarchie de Juillet où le roi n'est plus roi de France mais roi des Français. L'abolition définitive de la monarchie doit plutôt être datée du 4 septembre 1870.